# Coupe du monde par équipes mixtes de tennis de table 2023
La Coupe du monde par équipes mixtes de tennis de table est la première édition d'une coupe du monde par équipe mixte mise en place par la fédération internationale (ITTF) ; la compétition a lieu du 4 au 10 décembre 2023 à Chengdu, en Chine.
Pour chaque rencontre, cinq confrontations sont programmées:
- Match 1 : Double mixte
- Match 2 : Simple dames
- Match 3 : Simple messieurs
- Match 4 (si nécessaire) : Double dames / Double messieurs
- Match 5 (si nécessaire) : Double dames / Double messieurs

Chaque match se joue en trois manches seulement (3-0 ou 2-1). La première équipe à avoir remporté 8 manches cumulés remporte la rencontre.

## Programme
La coupe du Monde mixte regroupe 18 équipes réparties en quatre poules de quatre équipes. On y retrouvera les vainqueurs continentaux, une équipe invitée par l’organisation (wild card) et les meilleures nations selon leur rang au classement mondial
| Qualification           | Afrique  | Asie                                                       | Europe                         | Amérique              | Océanie     |
| ----------------------- | -------- | ---------------------------------------------------------- | ------------------------------ | --------------------- | ----------- |
| Vainqueurs continentaux | - Égypte | - Chine                                                    | - Allemagne - Suède            | - Brésil - États-Unis | - Australie |
| Classement              |          | - Corée du Sud - Hong Kong - Inde - Japon - Taipei chinois | - France - Portugal - Roumanie | - Porto Rico          |             |
| Réserve                 |          | - Singapour                                                | - Slovaquie                    | - Canada              |             |

## Médaillés
| Épreuves    | Or | Argent | Bronze |
| ----------- | --- | --- | --- |
| Par équipes | Chine- Fan Zhendong - Chen Meng - Lin Gaoyuan - Sun Yingsha - Ma Long - Wang Manyu - Wang Chuqin - Wang Yidi | Corée du Sud- An Jae-hyun - Jeon Ji-hee - Jang Woo-jin - Kim Na-yeong - Lee Sang-su - Lee Zion - Lim Jong-hoon - Shin Yu-bin | Japon- Tomokazu Harimoto - Miwa Harimoto - Kakeru Sone - Hina Hayata - Shunsuke Togami - Miu Hirano - Ryūichi Yoshiyama - Miyuu Kihara |

## Résultats

### Phase de Poule
Groupe 1
| Rang | Équipe     | Pts | J | G | N | P | Mp | Mc | Diff |  | Résultats  |  |     |     |     |
| ---- | ---------- | --- | - | - | - | - | -- | -- | ---- |  | ---------- |  | --- | --- | --- |
| 1    | Chine      | 6   | 3 | 3 | 0 | 0 | 24 | 2  | +22  |  | Chine      |  | 8-0 | 8-2 | 8-0 |
| 2    | Suède      | 5   | 3 | 2 | 0 | 1 | 16 | 11 | +5   |  | Suède      |  |     | 8-3 | 8-0 |
| 3    | Porto Rico | 4   | 3 | 1 | 0 | 2 | 13 | 23 | -10  |  | Porto Rico |  |     |     | 8-7 |
| 4    | Hong Kong  | 3   | 3 | 0 | 0 | 3 | 7  | 24 | -17  |  | Hong Kong  |  |     |     |     |

Groupe 2
| Rang | Équipe    | Pts | J | G | N | P | Mp | Mc | Diff |  | Résultats |  |     |     |     |
| ---- | --------- | --- | - | - | - | - | -- | -- | ---- |  | --------- |  | --- | --- | --- |
| 1    | Allemagne | 6   | 3 | 3 | 0 | 0 | 24 | 7  | +17  |  | Allemagne |  | 8-1 | 8-3 | 8-3 |
| 2    | Slovaquie | 5   | 3 | 2 | 0 | 1 | 17 | 15 | +2   |  | Slovaquie |  |     | 8-5 | 8-2 |
| 3    | Portugal  | 4   | 3 | 1 | 0 | 2 | 16 | 23 | -7   |  | Portugal  |  |     |     | 8-7 |
| 4    | Égypte    | 3   | 3 | 0 | 0 | 3 | 12 | 24 | -12  |  | Égypte    |  |     |     |     |

Groupe 3
| Rang | Équipe     | Pts | J | G | N | P | Mp | Mc | Diff |  | Résultats  |  |     |     |     |     |
| ---- | ---------- | --- | - | - | - | - | -- | -- | ---- |  | ---------- |  | --- | --- | --- | --- |
| 1    | Japon      | 8   | 4 | 4 | 0 | 0 | 32 | 5  | +27  |  | Japon      |  | 8-2 | 8-2 | 8-0 | 8-1 |
| 2    | France     | 7   | 4 | 3 | 0 | 1 | 26 | 21 | +5   |  | France     |  |     | 8-5 | 8-5 | 8-3 |
| 3    | Roumanie   | 6   | 4 | 2 | 0 | 2 | 23 | 21 | +2   |  | Roumanie   |  |     |     | 8-5 | 8-0 |
| 4    | États-Unis | 5   | 4 | 1 | 0 | 3 | 18 | 24 | -6   |  | États-Unis |  |     |     |     | 8-0 |
| 5    | Australie  | 4   | 4 | 0 | 0 | 4 | 4  | 32 | -28  |  | Australie  |  |     |     |     |     |

Groupe 4
| Rang | Équipe         | Pts | J | G | N | P | Mp | Mc | Diff |  | Résultats      |  |     |     |     |     |
| ---- | -------------- | --- | - | - | - | - | -- | -- | ---- |  | -------------- |  | --- | --- | --- | --- |
| 1    | Corée du Sud   | 8   | 4 | 4 | 0 | 0 | 32 | 8  | +24  |  | Corée du Sud   |  | 8-2 | 8-3 | 8-2 | 8-1 |
| 2    | Taipei chinois | 7   | 4 | 3 | 0 | 1 | 26 | 22 | +4   |  | Taipei chinois |  |     | 8-7 | 8-3 | 8-4 |
| 3    | Singapour      | 5   | 4 | 1 | 0 | 3 | 25 | 29 | -4   |  | Singapour      |  |     |     | 8-5 | 7-8 |
| 4    | Canada         | 5   | 4 | 1 | 0 | 3 | 18 | 29 | -11  |  | Canada         |  |     |     |     | 8-5 |
| 5    | Inde           | 5   | 4 | 1 | 0 | 3 | 18 | 31 | -13  |  | Inde           |  |     |     |     |     |

### Phase finale
Les deux premiers de chaque poule sont versés dans le groupe, en conservant le résultat de leur confrontation
| Rang | Équipe         | Pts | J | G | N | P | Mp | Mc | Diff |  | Résultats      |  |     |     |       |       |     |       |      |
| ---- | -------------- | --- | - | - | - | - | -- | -- | ---- |  | -------------- |  | --- | --- | ----- | ----- | --- | ----- | ---- |
| 1    | Chine          | 14  | 7 | 7 | 0 | 0 | 56 | 10 | +46  |  | Chine          |  | 8-1 | 8-5 | 8-0 1 | 8-1   | 8-1 | 8-1   | 8-1  |
| 2    | Corée du Sud   | 13  | 7 | 6 | 0 | 1 | 49 | 27 | +22  |  | Corée du Sud   |  |     | 8-4 | 8-2   | 8-5   | 8-6 | 8-2 1 | 8-0  |
| 3    | Japon          | 12  | 7 | 5 | 0 | 2 | 49 | 29 | +20  |  | Japon          |  |     |     | 8-5   | 8-2 1 | 8-4 | 8-0   | 8-2  |
| 4    | Suède          | 10  | 7 | 4 | 0 | 3 | 37 | 42 | -5   |  | Suède          |  |     |     |       | 8-6   | 8-4 | 6-8   | 8-0  |
| 5    | France         | 10  | 7 | 4 | 0 | 3 | 38 | 43 | -5   |  | France         |  |     |     |       |       | 8-4 | 8-3   | 8-4  |
| 6    | Allemagne      | 9   | 7 | 3 | 0 | 4 | 35 | 43 | -8   |  | Allemagne      |  |     |     |       |       |     | 8-2   | 8-11 |
| 7    | Taipei chinois | 9   | 7 | 3 | 0 | 4 | 24 | 49 | -25  |  | Taipei chinois |  |     |     |       |       |     |       | 8-3  |
| 8    | Slovaquie      | 7   | 7 | 0 | 0 | 7 | 11 | 56 | -45  |  | Slovaquie      |  |     |     |       |       |     |       |      |